# Treasure Island (film fra 1918)
Treasure Island er en amerikansk stumfilm fra 1918 af C.M. Franklin og S.A. Franklin.

## Medvirkende
- Francis Carpenter - Jim Hawkins
- Virginia Lee Corbin - Louise Trelawney
- Violet Radcliffe - John Silver
- Lloyd Perl
- Lew Sargent - Ben Gunn